# Camille Balanche
Camille Balanche, née le 1er mars 1990 au Locle, est une coureuse cycliste suisse spécialiste de VTT de descente. Elle est notamment championne du monde de descente en 2020.
Elle fait partie du team Dorval AM Commencal, qui est un team élite UCI.

## Biographie
Fille de Gérard Balanche et Nacéra Larfi Balanche, Camille Balanche naît le 1er mars 1990 au Locle et grandit à La Chaux-de-Fonds,. À douze ans, elle commence le hockey sur glace au HC La Chaux-de-Fonds, avant de rejoindre Montréal lorsqu’elle ne peut plus jouer dans des équipes masculines. En 2010, elle est sélectionnée pour participer aux Jeux olympiques avec la Suisse. Elle rentre ensuite en Suisse, où elle intègre la Haute école fédérale de sport de Macolin et arrête le hockey sur glace. En 2014, à côté de ses études, elle découvre le cyclisme et se lance dans une première carrière en enduro, remportant notamment la première coupe de Suisse de la discipline et intégrant le circuit mondial. En 2017, elle découvre le VTT de descente et remporte une médaille de bronze lors des championnats d’Europe 2018. L’année suivante, elle devient championne d'Europe de la discipline.
En 2020, elle crée la surprise en devenant championne du monde de descente.

## Vie privée
Elle vit en couple depuis 2017 avec sa compatriote Emilie Siegenthaler, également spécialiste du VTT de descente.

## Palmarès en VTT de descente

### Championnats du monde
- Leogang 2020
  -  Championne du monde de descente
- Val di Sole 2021
  -  Médaillée de bronze de la descente
- Fort William 2023
  -  Médaillée d'argent de la descente

### Coupe du monde
- Coupe du monde de descente
  - 2018 : 21e du classement général
  - 2019 : 7e du classement général
  - 2020 : 8e du classement général
  - 2021 : 3e du classement général, vainqueur d'une manche
  - 2022 : 1re du classement général, vainqueur de trois manches
  - 2023 : 5e du classement général
  - 2024 : 10e du classement général

### Championnats d'Europe
- 2018
  -  Médaille de bronze de la descente
- 2019
  -  Championne d'Europe de descente
- Maribor 2022
  -  Médaillée d'argent de la descente

### Championnats nationaux
- 2020
  -  Championne de Suisse de descente
- 2021
  -  Championne de Suisse de descente
- 2022
  -  Championne de Suisse de descente
- 2023
  -  Championne de Suisse de descente